# 火空海
“火空海”（藏語：མེ་ཁ་རྒྱ་མཚོ་，威利转写：me kha rgya mtso），一种藏历纪年法，部分藏语文献中对从公元624年至1026年的403年间所使用的纪年方法。
藏语中“火”（མེ་）是“三”的异名，“空”（མཁའ་，虚空、空白）是“零”的异名，而“海”（རྒྱ་མཚོ་，音译为“加措”）是“四”的异名。藏文数字异名书写习惯为先写低位，故“火空海”即“403”之意。

## 与公元纪年的换算
藏历绕迥纪年始于公元1027年，即时轮经传入西藏的年代，之前的403年使用火空海纪年。与公元纪年的换算为：
- 火空海纪年+623=公元纪年
- 公元纪年-623=火空海纪年

## 起源
“火空海”纪年与伊斯兰教的兴起似乎存在着某种对应关系。伊斯兰教的纪年希吉拉历始于公元622年。在“火空海”纪年的403年间（624—1027年），正是伊斯兰教对中亚、印度实施征服的时期。《土观宗派源流》中说，异端教主“名为具甘者或名蜜慧者，造著外道的历法，传播回教”，  有学者认为此处“蜜慧”乃指“穆罕默德”而言，如果是这样，则“外道的历法”可能就是指伊斯兰教的希吉拉曆。